# كلارا رودريغيز
كلارا رودريغيز (بالإسبانية: Clara Rodriguez) هي عازفة بيانو فنزويلية، ولدت في 1970.

## وصلات خارجية
- كلارا رودريغيز على موقع ميوزك برينز (الإنجليزية)